# Педраса (Колумбия)
Педраса (исп. Pedraza) — город и муниципалитет на севере Колумбии, на территории департамента Магдалена.

## История
Поселение, из которого позднее вырос город, было основано в 1790 году. Муниципалитет Педраса был выделен в отдельную административную единицу в 1989 году.

## Географическое положение

Муниципалитет Педраса

Город расположен в западной части департамента, на правом берегу реки Магдалена, на расстоянии приблизительно 137 километров к юго-западу от Санта-Марты, административного центра департамента Магдалена. Абсолютная высота — 8 метров над уровнем моря.

Муниципалитет Педраса граничит на севере с территориями муниципалитетов Серро-Сан-Антонио и Конкордия, на востоке — с муниципалитетом Сапаян, на юге и западе — с территорией департамента Боливар. Площадь муниципалитета составляет 445 км².

## Население
По данным Национального административного департамента статистики Колумбии, совокупная численность населения города и муниципалитета в 2015 году составляла 8066 человек.
Динамика численности населения муниципалитета по годам:
| 2005 | 2006 | 2007 | 2008 | 2009 | 2010 | 2011 | 2012 | 2013 | 2014 |
| ---- | ---- | ---- | ---- | ---- | ---- | ---- | ---- | ---- | ---- |
| 8031 | 8010 | 8006 | 8010 | 8004 | 8016 | 8027 | 8034 | 8041 | 8052 |

Согласно данным переписи 2005 года мужчины составляли 52,7 % от населения Педрасы, женщины — соответственно 43,3 %. В расовом отношении негры, мулаты и райсальцы составляли 64,1 % от населения города; белые и метисы — 35,9 %.
Уровень грамотности среди всего населения составлял 76,7 %.

## Экономика
Основу экономики Педрасы составляет сельскохозяйственное производство.

53,4 % от общего числа городских и муниципальных предприятий составляют предприятия торговой сферы, 35,4 % — предприятия сферы обслуживания, 1,9 % — промышленные предприятия, 9,3 % — предприятия иных отраслей экономики.

## Транспорт
Через город проходит национальное шоссе № 27 (исп. Ruta Nacional 27).